# E-Kids
E-Kids е български детски телевизионен канал, собственост на телевизия Евроком. Първоначално стартира под името „Детска кабелна телевизия Евроком (ДКТЕ)“. На 2 юни 2008 г. ДКТЕ променя името си на E-Kids. До 2018 г. програмата на телевизията е от 7:00 до 23:00, а от 2019 г. е до 22:00.
През декември 2024 година, E-Kids променя своята визия. Излъчени са нови шапки и бъмпери.

## Предавания
- Мини мис и мини мистър
- Гоцомецания
- Бързи, умни, сръчни
- Лексиконче с песнички
- Светът и всичко в него
- Училище за родители[източник? (Поискан преди 5 дни)]

## Анимационни сериали

### Настоящи
- Уинкс Клуб
- Супер самолети
- Инфинити Надо
- Дивите скийчъри
- Миа и аз (2022-)
- Строителят Боб (2022-)
- Приключенията на мечето Падингтън (2022-)
- Артур и минимоите (2023-)
- Мистериите от Медената долина (2023-)
- Пчеличката Мая (2023-)

### Излъчвани преди
- Кученце в джобче
- Кибербитка
- Писма от Феликс
- Плодчетата
- Франклин
- Отряд зет
- Покемон
- Джънго
- Малкият Амадеус
- Ангели приятели
- Ърки и Пърки
- Най-малкия зоомагазин
- Бакуган: Бойци в действие
- Хари в царството на динозаврите
- Лъки и неговата команда
- Чък и неговите приятели
- Динозавърчетата
- Чудовища и пирати
- Трансформъри: Роботи спасители
- Маугли
- Кърби
- Приключенията на Екхарт
- Покахонтас
- Легендата за Зоро
- Мегароботи
- Динофрози
- Доктор Снагълс
- Робин Худ
- Бамзе
- Грижовните мечета
- Принцесата и граховото зърно
- Тролски приказки
- Пътешествие в Делтора
- Ну, погоди!
- Книга на книгите
- Котаракът на Франкенщайн
- Ловци на чудовища
- Грозната Бети
- Чудовище по неволя
- Маша и Мечока (2021-2024)

## Анимационни филми
- Червената шапчица
- Пепеляшка
- Белия зъб
- Книга за джунглата
- Спящата красавица
- Тайната на третата планета
- Цар лъв
- Снежната кралица
- Роли Поли Оли
- Граф Монте Кристо
- Всички кучета отиват в Рая
- Дванайсетте месеца
- Дивото зове
- Приключенията на Моби Дик
- Магазин за играчки
- Алиса в страната на чудесата
- Гърбушкото от Нотр Дам
- Снежанка и седемте джуджета
- Пътешествие до центъра на Земята
- Ренкли: Откривателят на нови светове
- Патуросито 1
- Патуросито 2
- Лешникотрошачката
- Бабар – кралят на слоновете
- Приключенията на слончето Бабар
- Приключенията на Буратино
- Спасяването на Редуол
- Семейство Робинзон
- Синбад: Отвъд булото на мъглите
- Чиполино
- Нощта преди Коледа
- Дванадесетте дни до Коледа
- Вълшебната Коледа на Франклин
- Франклин и зеленият рицар
- Отново на училище с Франклин
- Бременските музиканти
- Тримата от Простоквашино
- Макс и Ко
- Малко коледно настроение
- Щипалката и вещицата

## Логотипи
- 2008 – 2014 г.